# Neopontonides beaufortensis
Neopontonides beaufortensis är en kräftdjursart som först beskrevs av Lancelot Alexander Borradaile 1920.  Neopontonides beaufortensis ingår i släktet Neopontonides och familjen Palaemonidae. Inga underarter finns listade i Catalogue of Life.